# Victor de Tunnuna
 (juillet 2010).
Si vous disposez d'ouvrages ou d'articles de référence ou si vous connaissez des sites web de qualité traitant du thème abordé ici, merci de compléter l'article en donnant les références utiles à sa vérifiabilité et en les liant à la section « Notes et références ».
Victor de Tunnuna, Victor de Tunnunum ou Victor de Tonnena (en latin Victor Tonnenensis) est un évêque de la province d'Afrique ayant vécu au VIe siècle, mort vers 570 probablement à Constantinople. Il est l'auteur d'une précieuse Chronique en langue latine, qui fournit le peu d'éléments que l'on connaît de sa vie. La notice que lui consacre Isidore de Séville dans son De Viris Illustribus paraît entièrement tirée de la Chronique.

## Biographie
Victor fit partie des opposants farouches à la condamnation des Trois Chapitres décrétée par l'empereur Justinien en 544. En 555, il fut emprisonné dans le fort de Dioclétien (Castellum Diocletianum) à Alexandrie, puis transféré en 556 dans le monastère des Tabennésiotes à Canope; un peu plus tard il fut exilé dans les îles Baléares, puis enfermé dans le monastère de Mandracium près de Carthage. En 564, lui et cinq autres évêques récalcitrants de la province d'Afrique furent convoqués à Constantinople devant l'empereur Justinien et le patriarche Eutychius, et ils furent sommés d'adhérer à la condamnation des Trois Chapitres, qui entre-temps avait été avalisée par le deuxième concile de Constantinople et par les papes Vigile et Pélage Ier. Comme ils refusaient obstinément d'obtempérer, ils furent confinés dans différents monastères de la capitale, où Victor mourut quelques années plus tard.

## Œuvre
Son œuvre historiographique était une Chronique universelle racontant l'histoire du monde depuis la Création jusqu'en l'an 566. Il nous en reste seulement la partie qui couvre la période allant de 444 à 566, qui servit de continuation à une version de l'Epitoma chronicon de Prosper Tiro. Victor fut d'ailleurs continué par l'évêque espagnol Jean de Biclar (qui séjourna à Constantinople pendant les années 560) pour la période 567-590 environ. Au début du VIIe siècle, Isidore de Séville se réclame de Victor de Tunnuna dans la préface de sa propre Chronique.
La Chronique de Victor de Tunnuna est d'une très grande valeur pour les historiens.[réf. nécessaire] Elle accorde une place centrale aux questions religieuses : la querelle monophysite, la controverse des Trois Chapitres, la présence de l'arianisme dans les royaumes barbares d'Occident. Elle donne des détails sur l'occupation de la province d'Afrique par les Vandales.
La Chronique de Victor de Tunnuna fut éditée pour la première fois par Henri Canisius en 1600. Elle est reproduite dans le volume LXVIII (col. 941-962) de la Patrologia Latina, et  dans le volume XI (p. 178-206) de la série Auctores Antiquissimi (ed. Th. Mommsen) de la collection Monumenta Germaniae Historica (Berlin, 1894).
Une édition de la Chronique de Victor de Tunnuna est également disponible, depuis 2001, dans la collection Corpus Christianorum Series Latinae de Brepols. Celle de Jean de Biclar est également disponible dans cette édition, qui fait suite à celle de Victor.